# Supercopa de España femenina 2026
La Supercopa de España femenina 2026 será la VII edición del torneo, correspondiente a la temporada 2025-26.
El Athletic Club disputará su primera edición en la competición.

## Participantes
|  | F. C. Barcelona    | Bandera de Cataluña               |  | Campeón de la Liga F Moeve 2024-25 y Copa de la Reina 2024-25 |
|  | Atlético de Madrid | Bandera de la Comunidad de Madrid |  | Subcampeón de la Copa de la Reina 2024-25                     |
|  | Real Madrid C. F.  | Bandera de la Comunidad de Madrid |  | Subcampeón de la Liga F Moeve 2024-25                         |
|  | Athletic Club      | Bandera del País Vasco            |  | Cuarto clasificado de Liga F Moeve 2024-25                    |

## Cuadro
|  | Semifinales        | Semifinales   |                                   |  | Final         | Final         |  |
|  | enero de 2026      | enero de 2026 |                                   |  | enero de 2026 | enero de 2026 |  |
|  |                    |               |                                   |  |               |               |  |
|  |                    |               |                                   |  |               |               |  |
|  | F. C. Barcelona    |               |                                   |  |               |               |  |
|  |                    |               |                                   |  |               |               |  |
|  | Athletic Club      |               |                                   |  |               |               |  |
|  |                    | Bandera de ?  |                                   |  |               |               |  |
|  |                    |               |                                   |  |               |               |  |
|  |                    |               | Bandera de la Comunidad de Madrid |  |               |               |  |
|  | Real Madrid C. F.  |               |                                   |  |               |               |  |
|  |                    |               |                                   |  |               |               |  |
|  | Atlético de Madrid |               |                                   |  |               |               |  |
|  |                    |               |                                   |  |               |               |  |
|  |                    |               |                                   |  |               |               |  |

## Final
| 1     | POR   | Bandera de ? |  |
|       | DEF   | Bandera de ? |  |
|       | DEF   | Bandera de ? |  |
|       | DEF   | Bandera de ? |  |
|       | DEF   | Bandera de ? |  |
|       | MED   | Bandera de ? |  |
|       | MED   | Bandera de ? |  |
|       | MED   | Bandera de ? |  |
|       | DEL   | Bandera de ? |  |
|       | DEL   | Bandera de ? |  |
|       | DEL   | Bandera de ? |  |
| D. T. | D. T. | Bandera de ? |  |

| 1     | POR   | Bandera de ? |  |
|       | DEF   | Bandera de ? |  |
|       | DEF   | Bandera de ? |  |
|       | DEF   | Bandera de ? |  |
|       | DEF   | Bandera de ? |  |
|       | MED   | Bandera de ? |  |
|       | MED   | Bandera de ? |  |
|       | MED   | Bandera de ? |  |
|       | DEL   | Bandera de ? |  |
|       | DEL   | Bandera de ? |  |
|       | DEL   | Bandera de ? |  |
| D. T. | D. T. | Bandera de ? |  |

| Principal  | Bandera de ? |
| Asistentes | Bandera de ? |
|            | Bandera de ? |
| Cuarto     | Bandera de ? |

| VAR            | Bandera de ? |
| Asistentes VAR | Bandera de ? |
|                | Bandera de ? |

| 1     | POR   | Bandera de ? |  |
|       | DEF   | Bandera de ? |  |
|       | DEF   | Bandera de ? |  |
|       | DEF   | Bandera de ? |  |
|       | DEF   | Bandera de ? |  |
|       | MED   | Bandera de ? |  |
|       | MED   | Bandera de ? |  |
|       | MED   | Bandera de ? |  |
|       | DEL   | Bandera de ? |  |
|       | DEL   | Bandera de ? |  |
|       | DEL   | Bandera de ? |  |
| D. T. | D. T. | Bandera de ? |  |

| 1     | POR   | Bandera de ? |  |
|       | DEF   | Bandera de ? |  |
|       | DEF   | Bandera de ? |  |
|       | DEF   | Bandera de ? |  |
|       | DEF   | Bandera de ? |  |
|       | MED   | Bandera de ? |  |
|       | MED   | Bandera de ? |  |
|       | MED   | Bandera de ? |  |
|       | DEL   | Bandera de ? |  |
|       | DEL   | Bandera de ? |  |
|       | DEL   | Bandera de ? |  |
| D. T. | D. T. | Bandera de ? |  |

| Principal  | Bandera de ? |
| Asistentes | Bandera de ? |
|            | Bandera de ? |
| Cuarto     | Bandera de ? |

| VAR            | Bandera de ? |
| Asistentes VAR | Bandera de ? |
|                | Bandera de ? |

| 1     | POR   | Bandera de ? |  |
|       | DEF   | Bandera de ? |  |
|       | DEF   | Bandera de ? |  |
|       | DEF   | Bandera de ? |  |
|       | DEF   | Bandera de ? |  |
|       | MED   | Bandera de ? |  |
|       | MED   | Bandera de ? |  |
|       | MED   | Bandera de ? |  |
|       | DEL   | Bandera de ? |  |
|       | DEL   | Bandera de ? |  |
|       | DEL   | Bandera de ? |  |
| D. T. | D. T. | Bandera de ? |  |

| 1     | POR   | Bandera de ? |  |
|       | DEF   | Bandera de ? |  |
|       | DEF   | Bandera de ? |  |
|       | DEF   | Bandera de ? |  |
|       | DEF   | Bandera de ? |  |
|       | MED   | Bandera de ? |  |
|       | MED   | Bandera de ? |  |
|       | MED   | Bandera de ? |  |
|       | DEL   | Bandera de ? |  |
|       | DEL   | Bandera de ? |  |
|       | DEL   | Bandera de ? |  |
| D. T. | D. T. | Bandera de ? |  |

| Principal  | Bandera de ? |
| Asistentes | Bandera de ? |
|            | Bandera de ? |
| Cuarto     | Bandera de ? |

| VAR            | Bandera de ? |
| Asistentes VAR | Bandera de ? |
|                | Bandera de ? |

| 1     | POR   | Bandera de ? |  |
|       | DEF   | Bandera de ? |  |
|       | DEF   | Bandera de ? |  |
|       | DEF   | Bandera de ? |  |
|       | DEF   | Bandera de ? |  |
|       | MED   | Bandera de ? |  |
|       | MED   | Bandera de ? |  |
|       | MED   | Bandera de ? |  |
|       | DEL   | Bandera de ? |  |
|       | DEL   | Bandera de ? |  |
|       | DEL   | Bandera de ? |  |
| D. T. | D. T. | Bandera de ? |  |

| 1     | POR   | Bandera de ? |  |
|       | DEF   | Bandera de ? |  |
|       | DEF   | Bandera de ? |  |
|       | DEF   | Bandera de ? |  |
|       | DEF   | Bandera de ? |  |
|       | MED   | Bandera de ? |  |
|       | MED   | Bandera de ? |  |
|       | MED   | Bandera de ? |  |
|       | DEL   | Bandera de ? |  |
|       | DEL   | Bandera de ? |  |
|       | DEL   | Bandera de ? |  |
| D. T. | D. T. | Bandera de ? |  |

| Principal  | Bandera de ? |
| Asistentes | Bandera de ? |
|            | Bandera de ? |
| Cuarto     | Bandera de ? |

| VAR            | Bandera de ? |
| Asistentes VAR | Bandera de ? |
|                | Bandera de ? |

| Campeón Supercopa de España 2026 |
| -------------------------------- |
| X.° título                       |

## Estadísticas

### Clasificación general
| Pos. | Club         | Pts. | PJ | PG | PE | PP | GF | GC | Dif | Rend. |
| ---- | ------------ | ---- | -- | -- | -- | -- | -- | -- | --- | ----- |
| 1    | Bandera de ? |      |    |    |    |    |    |    |     |       |
| 2    | Bandera de ? |      |    |    |    |    |    |    |     |       |
| 3    | Bandera de ? |      |    |    |    |    |    |    |     |       |
| 4    | Bandera de ? |      |    |    |    |    |    |    |     |       |

### Goleadoras
| Pos. | Jugador | Club | Goles |
| ---- | ------- | ---- | ----- |
| 1    |         |      |       |
| 2    |         |      |       |
| 3    |         |      |       |
| 4    |         |      |       |
| 5    |         |      |       |
| 6    |         |      |       |
| 7    |         |      |       |
| 8    |         |      |       |